# 杉本郁太郎
杉本 郁太郎（すぎもと いくたろう、1902年（明治35年）1月7日 - 1989年（平成元年）4月26日）は、日本の実業家、俳人である。

## 経歴・人物
京都の生まれ。大阪商科大学高商部（現在の大阪市立大学）卒業後、上京し三越に入社し勤務した。その後京都に戻り、千葉県に出店していた奈良屋の経営に携わり、本店移動に携わった。1937年（昭和12年）には同社の社長に就任し、その後はニューナラヤに商号変更して古巣の三越と連携しながら会長を歴任した。
後に千葉県商工会議所連合会の会頭を務め、千葉県美術会及び1958年（昭和33年）には日本対がん協会の千葉県支部の設立（後に副会長に就任）にも携わった。また北柿の俳号で「原人」を主宰し、多くの句集を発行した。

## 受賞歴
- 藍綬褒章（1968年）
- 勲四等瑞宝章（1974年）
- 日本対がん協会賞（1983年）

## 著書
- 『好文木』
- 『青丹』
- 『寧楽』
- 『咲く花』
- 『匂ふが如く』